# Denijal Pirić
Denijal Pirić (Živinice, 1946. szeptember 27. – ) jugoszláv válogatott bosnyák labdarúgó, középpályás, edző.

## Pályafutása

### Klubcsapatban
1964 és 1972 között a Dinamo Zagreb, 1972 és 1977 között az FK Sarajevo labdarúgója volt. A Dinamóval két jugoszlávkupa-győzelmet ért el és tagja volt az 1966–67-es idényben VVK-győztes csapatnak.

### A válogatottban
1969–70-ben hat alkalommal szerepelt a jugoszláv válogatottban és egy gólt szerzett.

### Edzőként
1986 és 1988 között, 1996-ban, majd 2000–01-ben az FK Sarajevo vezetőedzője volt. 2008-ban a
bosznia-hercegovinai válogatott ideiglenes szövetségi kapitánya volt.

## Sikerei, díjai
Dinamo Zagreb
- Jugoszláv kupa
  - győztes (2): 1965, 1969
- Vásárvárosok kupája (VVK)
  - győztes: 1966–67